# 科拉科拉區
14°41′38″S 74°07′27″W / 14.69389°S 74.12417°W
科拉科拉區（西班牙語：Distrito de Coracora），是秘魯的一個區，位於該國中南部阿亞庫喬大區的帕里納科查斯省，面積1,399.4平方公里，海拔高度3,175米，2005年人口13,714，人口密度每平方公里9.8人。